# Abecedarium (lexikon)
Abecedarium, eller Abecedarium Anglico Latinum, engelsk-latinskt lexikon utgivet 1552 av Richard Huloet. Abecedarium var det tredje engelsk-latinska lexikonet som författades, och det första som kom i tryck efter Promptorium Parvulorum (1499).
I lexikonet återfinns bland annat den första skriftliga referensen till det engelska ordet honeymoon.